# Zona metropolitana de Acapulco
La zona metropolitana de Acapulco (ZMA) fue un área metropolitana de México conformada en torno al puerto de Acapulco. Fue disuelta en 2020 por el Instituto Nacional de Estadística y Geografía debido al distanciamiento entre los dos municipios que lo integraban.
Estaba conformada por los municipios de Acapulco de Juárez y de Coyuca de Benítez en el estado de Guerrero. Para el año 2020, el área metropolitana de Acapulco agrupó un total de 852 622 habitantes en una superficie de 3 538.5 km² lo que la situó en la décima séxta más poblada de México hasta ese año.

## Partes integrantes de la zona metropolitana
sólo es conformada por dos municipios: Acapulco de Juárez como Municipio central y Coyuca de Benítez como Municipio exterior. Ambos están dentro de los criterios de incorporación de municipio como Política urbana y se consideran un total de diez localidades, incluyendo las ciudades cabecera.
| Municipios de la ZMA | Municipios de la ZMA | Municipios de la ZMA | Municipios de la ZMA | Municipios de la ZMA | Municipios de la ZMA | Municipios de la ZMA | Municipios de la ZMA | Municipios de la ZMA | Municipios de la ZMA |
| Clave                | Municipio            | Población            | Población            | Población            | Población            | Crecimiento          | Crecimiento          | Crecimiento          | Superficie           |
| Clave                | Municipio            | 2020                 | 2010                 | 2000                 | 1990                 | 2010-2020            | 2000-2010            | 1990-2000            | Superficie           |
| -------------------- | -------------------- | -------------------- | -------------------- | -------------------- | -------------------- | -------------------- | -------------------- | -------------------- | -------------------- |
| 12001                | Acapulco de Juárez   | 779 566              | 789 971              | 722 499              | 593 212              | 1.3                  | 0.9                  | 2.0                  | 1 727.8              |
| 12021                | Coyuca de Benítez    | 73 056               | 73 460               | 69 059               | 60 761               | 0.5                  | 0.6                  | 1.3                  | 1 810.8              |
| —                    | ZMA                  | 852 622              | 863 431              | 791 558              | 653 973              | 1.3                  | 0.8                  | 1.9                  | 3 538.5              |

Notas
      Fuente:Instituto Nacional de Estadística y Geografía
- Censos de población (1990, 2000, 2010 y 2020)[4]
- Encuesta Intercensal (2015)[5]

### Localidades integrantes de la zona
| - 12001 Acapulco de Juárez - 0001 Acapulco de Juárez - 0081 Amatillo - 0110 Kilómetro Treinta - 0158 San Pedro las Playas - 0166 Tres Palos - 0173 Xaltianguis | - 12021 Coyuca de Benítez - 0001 Coyuca de Benítez - 0008 Bajos del Ejido - 0060 Tepetixtla - 0062 Tixtlancingo |

## Demografía

### Población
La ZMA ocupa la posición 16 en cuanto a población en México y cuenta solamente con dos municipios: Acapulco de Juárez, que es el más poblado con 789 971 habitantes tomando en cuenta seis localidades, y el municipio de Coyuca de Benítez con 73 460 habitantes, conformándose por cuatro localidades.
Entre los años 1960 y 1970 se ha registrado el crecimiento más grande al pasar de 113 475 a 277 460 habitantes teniendo un aumento del 144.51 por ciento. La población de la zona metropolitana según el conteo del Instituto Nacional de Estadística y Geografía en 1990 era de 653 973 habitantes teniendo un crecimiento del 43.15% en comparación con 1980.
En el conteo de 1995 se registraron 754 782	habitantes, teniendo un crecimiento del 15.41%, siendo uno de los más grandes alcanzados. 
Entre 2000 y 2005 se registró una pérdida de 4 728 habitantes que representan el 0.59% de la población total. Conforme a los cifras del Censo de Población y Vivienda 2010 realizado por el Instituto Nacional de Estadística y Geografía el 12 de junio de 2010 la ZMA contaba con 863 431 habitantes, con un crecimiento del 9.73%.

## Medios de transporte
- Acabús
- Autopista del Sol (262.580 km)
- Carretera Federal 95 (400 km)
- Carretera Federal 200  (300 km)
- Carretera Federal Acapulco-Coyuca
- Aeropuerto Internacional de Acapulco
- Puerto Transatlántico Internacional Teniente José Azueta